# Particules en suspension en Europe

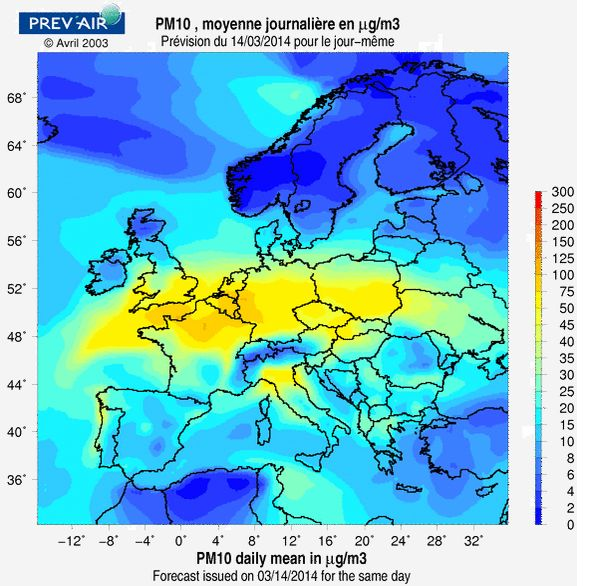
Concentration des particules PM 10 en Europe le 14 mars 2014, carte établie par PREV'AIR.

Cet article traite de l'impact des particules en suspension présentes en Europe.
Il s'agit en particulier des particules (solides ou en aérosols) portées par l'eau ou par l'air, quantifiables par filtration ou par d'autres procédés physiques. Elles sont - dans leur ensemble - désormais classées cancérigènes pour l'homme (groupe 1) par le Centre international de recherche sur le cancer (CIRC).
La mise en œuvre de politiques environnementales a permis de réduire l'émission et la concentration de certaines particules : Par exemple en Angleterre, le « smog » qui altérait l'atmosphère de Londres et d'autres grandes villes a pratiquement disparu depuis les années 1960. En France, après avoir atteint un pic en 1991, elle a diminué régulièrement de 4 % par an : la moyenne annuelle des émissions de particules fines PM2,5 en France, de 469 kilotonnes en 1991, s'est réduite progressivement à 174 kilotonnes en 2015 d’après le Centre interprofessionnel technique d'études de la pollution atmosphérique (CITEPA).

## Santé

### Impact des particules sur la santé
Une expertise de l’Afsset (mars 2009) sur la pollution de l’air ambiant par les particules et son impact sur la santé concluait, sur la base de méthodes de mesure plus fines, que :
- on a jusqu’ici sous-estimé les taux de particules inhalées avec l’air ;
- on ne peut trouver de seuil de pollution au-dessous duquel il n’y aurait pas d’impact sanitaire ;
- en France, l’exposition chronique à des taux faibles a plus d’impact sur la santé que l’exposition aux pics.

Pour les médecins de l'Association santé environnement France, les particules fines que nous respirons au quotidien sont dangereuses, car elles progressent jusqu'au bout des voies respiratoires, atteignant les alvéoles et entraînant des maladies pulmonaires. Elles pénètrent ensuite dans la circulation sanguine, provoquant aussi des problèmes cardiovasculaires en bouchant les petits vaisseaux. Au cours de leur voyage au centre de nos corps, elles peuvent déclencher bronchites chroniques, asthme, cancers du poumon, accidents vasculaires cérébraux (AVC) ou encore infarctus du myocarde. En moyenne, sur une année, on observe que les jours où les concentrations de particules fines sont élevées, les hospitalisations augmentent, de même que les taux d'infarctus ou d'AVC. Ainsi, une hausse de 10 microgrammes par mètre cube de la dose journalière entraîne en moyenne deux fois plus d'hospitalisations d'enfants et de personnes âgées. Publiée en 2012, l'étude Aphekom a montré que la diminution des particules fines dans l'air de nos villes permettrait d'augmenter notre espérance de vie. À Marseille, si on respectait l'objectif de qualité de l'OMS (10 microgrammes par mètre cube), l'espérance de vie pourrait augmenter de 8 mois.
Certaines études considèrent que vivre à moins de 50 mètres d’un axe à grande circulation routière peut provoquer une augmentation du risque de mortalité pour cause cardio-pulmonaire de 70 %.
Les particules ont également un effet néfaste, comme les autres pollutions atmosphériques, sur la santé des femmes enceintes, qui sont plus susceptibles de faire des fausses couches ou de mettre au monde des enfants de faible poids ou prématurés. D'après une étude de 2019, certaines particules seraient susceptibles de franchir la barrière placentaire et d'affecter directement les enfants à naître. 

### Décès prématurés
Dans l’UE des vingt-cinq, ce sont environ 348 000 morts prématurées par an qui sont attribuées à cette pollution, selon un rapport du programme Clean Air for Europe (CAFE), mené par la Commission européenne et publié en 2005, dont 42 000 en France.

#### Décès prématurés en France
Selon le rapport Clean Air for Europe évoqué plus haut, l’exposition aux particules en suspension, toutes sources d’émissions confondues, serait chaque année en France à l’origine d’environ 42 000 morts prématurées. Ce nombre est rappelé à la page 92 du document de l'OMS cité dans la section « En Europe ». Il est repris dans différents documents, comme le Plan Particules dans sa préface p. 4, ou une information préfectorale sur l'interdiction du brûlage à l'air libre des déchets verts, ou encore la réponse à une question posée en 2013 au Sénat relative à l'interdiction programmée des feux de cheminée en Île-de-France, voire l'interdiction totale de la combustion du bois (sauf dérogation par arrêté préfectoral) à Paris. Dans certains médias, voire à titre individuel parmi les personnalités politiques, ce nombre a été attribué de façon erronée à l’exposition émissions des seuls moteurs Diesel.
Un rapport publié par l'InVS le 6 janvier 2015 à partir de l'observation de 17 grandes villes françaises conclut que la mortalité journalière non accidentelle augmente de 0,51 % pour chaque hausse de 10 microgrammes de PM 10 par mètre cube d’air ; ce taux atteint même 1,04 % chez les personnes de plus de 74 ans ; l'impact est plus fort entre le deuxième et le cinquième jour (0,38 % de taux de mortalité non accidentelle) que le jour même et le lendemain (0,13 %) d’une période de dépassement des seuils ; la hausse de la mortalité non accidentelle due aux particules fines est bien plus forte l’été (1,30 % le jour suivant les pics d’émission) que l’hiver (0,1 %). Ces 17 villes dépassent toutes (sauf Dijon) la valeur-limite recommandée par l’Organisation mondiale de la santé (OMS): 20 microgrammes. Marseille arrive en tête avec un taux de 31,8 microgrammes, suivie de Lille (30,9), Lyon (29,5) et Nice (29,2) ; Paris est à la 7e place (27,0).

## Pollution atmosphérique particulaire transfrontière à longue distance
Les particules en suspension ne sont pas seulement un problème local à proximité des sources d'émission, elles peuvent être transportées très loin par le vent.
Dans l'Europe des Quinze, selon une étude de l'OMS traitant des risques sanitaires liés à la pollution particulaire atmosphérique transfrontière à longue distance, on note une diminution de la contribution du transport routier aux émissions de PM2,5, malgré une augmentation du trafic ; cette tendance devrait se poursuivre dans les prochaines années, avec les nouvelles réglementations européennes. En revanche, toujours pour les émissions de PM2,5, on prévoit une augmentation de la contribution des procédés industriels et de la combustion domestique du bois (chauffage/cuisson) ; cette dernière deviendrait, à l'horizon 2020, la principale source de PM2,5 (38 % des émissions), contre 28 % pour les procédés industriels, 23 % pour les sources mobiles (dont 7 % pour les échappements des véhicules Diesel), 6 % pour l'agriculture, 3 % pour la production d'énergie, et 2 % pour la combustion industrielle (p. 29, 30).
| (1) Combustion domestique du bois                                                                                                   | (2) Procédés industriels                                         |
| - Chauffage au bois | - Air pollué par les émissions d'une cimenterie - Usine verrière |
| (3) Sources mobiles | (4) Agriculture                                                  |
| - Échappement de véhicule à moteur - Transport maritime                                                                             | - Machines agricoles - Écobuage                                  |
| (5) Production d'énergie | (6) Combustion industrielle                                      |
| - Centrale électrique à charbon équipée d'électro-filtres. La mise à l'arrêt d'un des filtres entraîne l'émission de la fumée brune | - Usine d'incinération                                           |

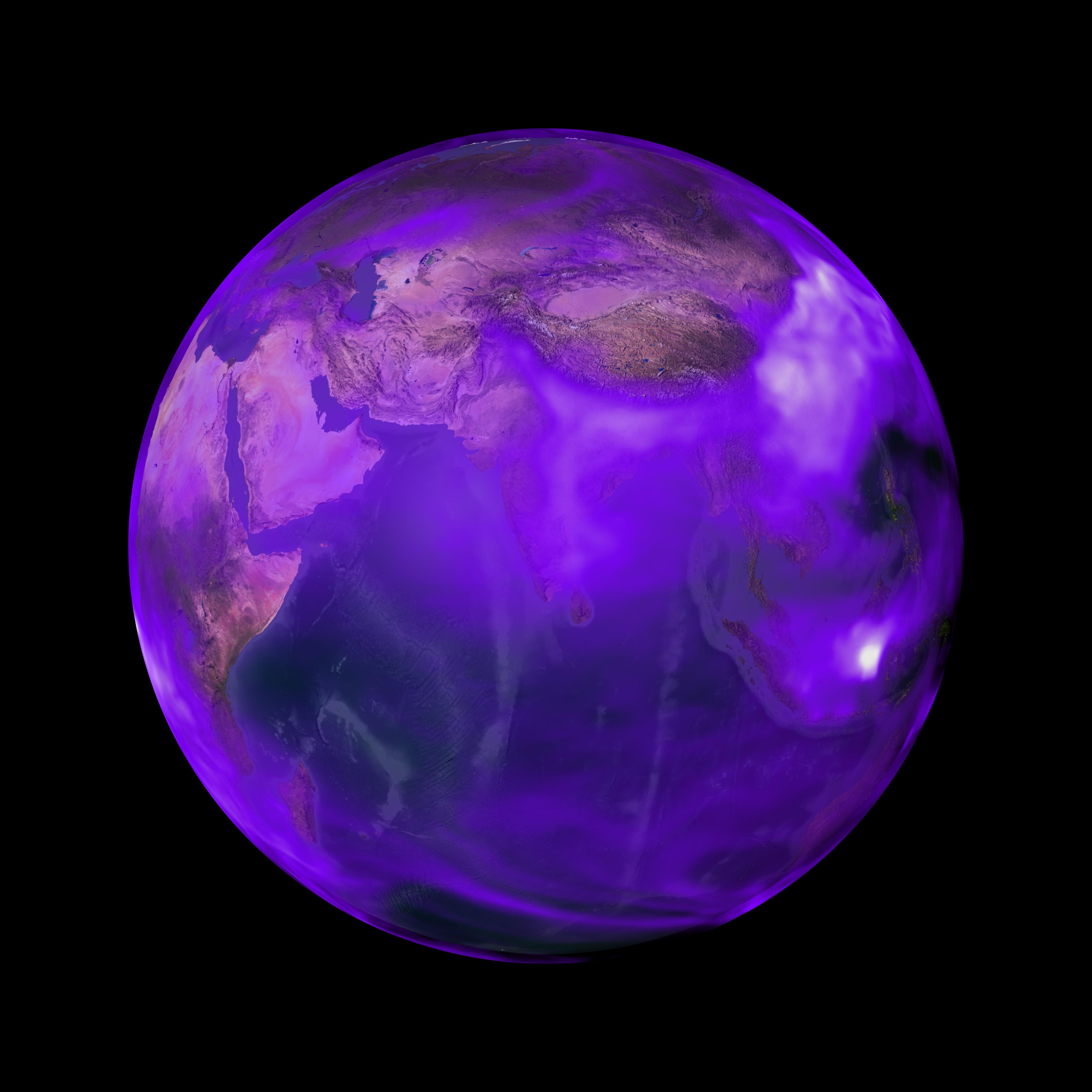
Présent dans le monde entier, le carbone noir, communément appelé suie, est émis dans l'air lorsque des combustibles fossiles et des biocombustibles, tels que le charbon, le bois et le gazole, sont brûlés.

La combustion incomplète des combustibles fossiles et de la biomasse émet du « carbone noir » ((en) Black Carbon BC, encore appelé carbone suie).
Le carbone noir est un aérosol carboné qui, outre ses effets négatifs sur la santé, absorbe fortement la lumière solaire et contribue au réchauffement de l'atmosphère. Son dépôt aggrave la fonte de la neige et de la glace. Plus que d’autres régions, l’Arctique et les régions alpines pourraient tirer avantage de la réduction des émissions de carbone noir. Le carbone noir contribue à la rétroaction de l’albédo de la neige, qui peut modifier l’équilibre radiatif mondial. Si l’on se réfère aux projections établies par l’Institut international pour l’analyse des systèmes appliqués, dans le cadre du programme CAFE (Clean Air For Europe), ici encore, le chauffage domestique, notamment le chauffage au bois, sera l’une des principales sources de rejet de « matières particulaires » et de « carbone noir ». Les émissions de ce type sont peu réglementées dans de vastes régions de l’Europe. De plus, les petites installations utilisées pour se chauffer au bois sont anciennes et rejettent beaucoup d’aérosols carbonés. Pour finir, les poêles et les foyers résidentiels ont une durée de vie assez longue, ce qui retarde l’adoption de technologies plus propres.
Un rapport EMEP (European Monitoring and Evaluation Programme) a montré qu'en 2005-2006, de nombreuses grandes villes européennes étaient très polluées par les particules, avec des teneurs moyennes en PM2,5 dépassant quotidiennement et annuellement - et de beaucoup - les seuils, valeur limites ou directives de l'OMS (qui sont plus strictes que les limites européennes).
Le pic de pollution de mars 2014 a donné lieu en France à des publications faisant état du caractère transfrontalier de la pollution aux particules fines, qui a été ressenti aussi bien dans des régions rurales qu'urbanisées.

## Zones urbaines et périurbaines
Les valeurs limites OMS sont aussi dépassées dans des secteurs de taille très significative en aval de zones urbaines denses, à la suite du transport des petites particules par le vent.
Selon une étude récente, depuis la fin des années 1970 jusqu'au début des années 2000, les variations d'espérance de vie, mesurées dans 51 régions urbanisées des États-Unis, ont confirmé une corrélation entre la mortalité et l’évolution du taux de pollution de l’air par les particules fines ; une diminution de 10 μg/m3 de particules fines PM2,5 (< à 2,5 μm) dans l’air s’est traduit sur cette période par une augmentation l’espérance de vie de 5 à 9 mois (en tenant compte des évolutions socio-économiques, démographiques, ainsi que de l’exposition au tabac durant la même période).

### En milieu urbain
En ville, où une population importante se trouve exposée, le transport routier et la combustion du bois ont un impact important sur la qualité de l’air.
Le transport routier peut représenter de 40 % à 70 % des émissions de particules à proximité trafic dans certaines agglomérations,.
La combustion du bois joue un rôle important sur la composition de la matière organique de l'aérosol atmosphérique et sur la pollution particulaire en milieu urbain.
En ville, à proximité des grands axes urbains, entre 70 % et 84 % des PM2,5 présentes à l'intérieur des logements proviennent de l'extérieur d'après une étude réalisée à Helsinki et Amsterdam.

### Le transport routier
Le transport routier peut être localement une source importante de particules primaires et il est à l’origine de la majorité des émissions d’oxydes d’azote qui sont des précurseurs de particules secondaires.
Les FAP existants ajoutés sur les voitures ne retiennent pas les particules les plus fines, qui sont également les plus nocives pour la santé[réf. nécessaire].

### Le transport maritime
Concentré dans les grandes agglomérations disposant d'un port maritime industriel ou de croisières, le transport maritime est localement une source importante de pollution de l'air, du fait de deux particularités :
- Le fioul utilisé par ces navires est du fioul lourd, beaucoup moins cher pour les opérateurs, mais particulièrement polluant, notamment par sa charge en soufre, mais aussi par l'importance des émissions de PM qu'il engendre.
- Ces navires, même à quai, font tourner leurs moteurs pour assurer leurs servitudes. On estime qu'un navire à quai pollue ainsi la ville autant que 1 000 poids lourds en circulation (Marseille).

Deux dispositions visent à réduire cette pollution à terre : le remplacement du fioul lourd par du fioul léger durant les opérations portuaires, et le branchement électrique direct des navires à quai. Ces dispositions, coûteuses, peinent à se mettre en place, d'autant que la dimension internationale du sujet n'a pas permis de décision partagée contraignante. L’Organisation maritime internationale (OMI) a mis en révision Marpol VI qui règlemente certaines pollutions des navires.

## Mesures juridiques
La réduction des émissions de gaz à effet de serre est l'un des politiques européennes pour le climat. Elle s'articule avec les engagements dans le cadre de la convention-cadre des Nations unies sur les changements climatiques (CCNUCC) et du protocole de Kyoto.
La directive 2001/81/CE définit des seuils d’émission nationaux pour le NOx, le SO2, les composés organiques volatils et l’ammoniac.
La directive 2004/107/CE définit des valeurs cibles pour l’arsenic, le cadmium, le nickel et les hydrocarbures aromatiques polycycliques et oblige à la surveillance du mercure.
La décision 280/2004/CE a mis en place un système de surveillance de la quantité de gaz à effet de serre présent dans l’air.
Le règlement (CE) no166/2006, est relatif à un registre européen des rejets et des transferts de polluants concernant les émissions de 91 polluants différents.
La directive 2008/50/CE de l’UE sur la qualité de l’air définit des valeurs limites pour l'ozone, les NOx, le SO2, les particules fines, le plomb, le benzène et le monoxyde de carbone dans l’air, sur la base d’échantillons prélevés dans l'air. La directive encadre les modalités de contrôle des PM2.5, du benzène, du monoxyde de carbone, des composés organiques volatils et des NOx.

## Surveillance

Près de 14 et 30 % des Européens vivant en ville sont exposés à des niveaux de PM2,5 et PM10 supérieurs aux normes de qualité de l’air de l’Union européenne, et environ 93 et 83 % des Européens vivant en ville sont exposés à des niveaux de PM2,5 et PM10 jugés néfastes pour la santé par les lignes directrices, plus strictes, de l’Organisation mondiale de la santé.

Eurostat publie des données relatives à la prévalence des particules fines en Europe.
| Population urbaine exposée aux concentrations de particules d'un diamètre inférieur à 10 µm dépassant la limite quotidienne (50 µg/m3 plus de 35 jours dans une année) |
| Le graphique qui aurait dû être présenté ici ne peut pas être affiché car il utilise l'ancienne extension Graph, désactivée pour des questions de sécurité. Des indications pour créer un nouveau graphique avec la nouvelle extension Chart sont disponibles ici . |
| Cet indicateur mesure le pourcentage de la population vivant dans des zones urbaines exposées à des concentrations de particules de matière < 10 µm (PM10) dépassant la valeur limite journalière (50 µg/m3). Cette limite journalière ne devrait pas être dépassée pendant plus de 35 jours par année civile. |
| |
| Exposition de la population urbaine à la pollution de l'air par les particules fines |
| Le graphique qui aurait dû être présenté ici ne peut pas être affiché car il utilise l'ancienne extension Graph, désactivée pour des questions de sécurité. Des indications pour créer un nouveau graphique avec la nouvelle extension Chart sont disponibles ici . |
| Cet indicateur montre la concentration de particules en suspension PM10 et PM2.5 pondérée en fonction de la population, à laquelle la population urbaine est potentiellement exposée. |
| Source Eurostat: Estimations sur la base de la quantité mesurée dans toutes les stations de surveillance urbaines, y compris les stations de type trafic urbaines et suburbaines. Les données relatives à la qualité de l'air sont collectées par l'Agence européenne pour l'environnement sur une base annuelle, conformément aux décisions 97/101/CE et 2001/752/CE. Toutes les données sont stockées dans AirBase, la base de données européenne sur la qualité de l'air. La pondération relative aux villes sont obtenues grâce aux données de l'audit urbain. Depuis 2008, les données couvrent l'UE-27, à l'exception de la Grèce, de Malte et de Chypre. La méthodologie pour le calcul de l'indicateur est élaborée par l'Agence européenne pour l'environnement. |

Dans différents pays, des mesures sont mises en place pour faire face aux pics de pollutions.

### Suisse
En cas de smog hivernal, la DTAP a adopté un Concept d’intervention contre les poussières fines en trois niveaux : niveau d'information, niveau d'intervention 1 et niveau d'intervention 2. À partir du niveau d'intervention 1, les autorités décrètent des mesures comme la vitesse de 80 km/h sur des autoroutes, l’interdiction de faire des feux à l'extérieur et l’interdiction d'utilisation de chauffages secondaires utilisant des combustibles solides excepté les installations équipées de filtres à particules pour la réduction des poussières fines ou avec le sceau de qualité de Énergie-bois Suisse.

« C’est surtout en hiver que l’on mesure régulièrement dans les agglomérations des concentrations nocives de poussières fines. Les sources sont multiples, et – surprise ! – la combustion du bois y contribue considérablement […] Les coupables principaux sont le trafic, les chauffages à bois et les feux ouverts ainsi que l’industrie […] Contrairement à ce qu’on pourrait penser, les poussières fines ne sont pas un problème local juste à côté des sources. Le vent peut transporter une partie des substances précurseurs et les particules émises sur plusieurs centaines de kilomètres. »

— Extraits du document « Attention : Poussières fines ! », de l’Institut Paul Scherrer

« Selon une étude de l’Institut Paul Scherrer, la pollution atmosphérique causée par les petits poêles n’est pas à négliger non plus. À Roveredo (GR), les chauffages au bois locaux émettent en hiver jusqu’à six fois plus de poussières fines que les camions en transit sur la route du San Bernardino, très fréquentée. »

— Extrait du document « Chauffages - Du bois d'accord, mais jamais sans filtre », de l'Office fédéral de l'environnement

### France[40],[41],[42]
Lorsque les concentrations de particules sont importantes, on distingue deux niveaux de procédure : le niveau d'information et de recommandation lorsque les concentrations de particules PM10, en moyenne sur 24 heures, excèdent 50 microgrammes par mètre cube (50 μg/m3) et le seuil d'alerte là où les concentrations, toujours en moyenne sur 24 heures, dépassent 80 μg/m3, avec diffusion de consignes de protection sanitaire et de réduction des émissions de polluants.
Dans les régions concernées, il est demandé :
- de ne pas utiliser les cheminées à bois (sauf en cas de chauffage principal), particulièrement les foyers ouverts ;
- de limiter l’usage des véhicules automobiles, notamment les véhicules diesel non équipés de filtres à particules ;
- de réduire les vitesses sur les voies rapides et autoroutes ;
- de respecter l’interdiction de brûlage de déchets verts.

Au mois de mars 2012, des conditions météorologiques combinant un bon ensoleillement et des vents faibles ont favorisé la formation d'un épisode de pollution dans plusieurs régions françaises. À cette période de l'année, les particules et les polluants à l’origine de la formation de particules sont émis principalement par les systèmes de chauffage et le trafic routier, les épandages agricoles et parfois l’industrie. En plus des recommandations précédentes, il a été demandé de reporter certains épandages agricoles. Les conditions météorologiques de mars 2012, avec des températures douces l'après-midi, sont comparables à celles qui ont favorisé l'épisode de pollution de mars 2014.
Selon l'observatoire atmosphérique SIRTA, durant l'épisode de pollution aux particules fines du 7 au 15 mars 2014 en Île-de-France, la majorité des particules fines mesurées sur la région parisienne étaient constituées de particules dites « secondaires », c'est-à-dire non émises directement, mais formées dans l'atmosphère, sous l'action de transformations photochimiques (ensoleillement), à partir de gaz précurseurs comme les oxydes d'azote (transport), l'ammoniac (activités agricoles) et les composés organiques volatils. Relativement éloigné du centre urbain, le SIRTA est peu affecté par des sources de pollutions très locales comme les axes routiers et constitue ainsi un point de référence pour la pollution à l'échelle de la région francilienne. Les différentes fractions de particules fines observées sont les suivantes :
- PM2,5 secondaires de nitrate d'ammonium : 51 % - Ce composé est formé dans l’atmosphère à partir d’ammoniac (NH3) et d’oxydes d’azote (NOx), suivant un processus photochimique. L’ammoniac est principalement émis par les activités agricoles et les oxydes d’azote sont principalement émis par les transports.
- PM2,5 primaires de combustion de biomasse : 15 % - Particules émises directement dans l'atmosphère par le chauffage au bois et le brûlage de déchets verts.
- PM2,5 organiques secondaires : 12 % - Particules fines composées de matière organique, générées dans l'atmosphère à partir de précurseurs gazeux comme les composés organiques volatils (COV). En période hivernale (comme c'est le cas encore à cette période de l’année), ces COV sont émis principalement par les activités humaines.
- PM2,5 primaires « fuel » fossile : 11 % - Particules fines émises directement dans l'atmosphère par la combustion de dérivés du pétrole (dont les transports).
- PM2,5 secondaires de sulfate d'ammonium : 11 % - Le sulfate d'ammonium est formé dans l'atmosphère à partir d'ammoniac et de dioxyde de soufre. Le dioxyde de soufre est émis en France par l'industrie manufacturière et la transformation d'énergie.

Les particules fines observées en Île-de-France comprennent trois composantes : une composante directement due aux émissions liées à la proximité du trafic, une composante due aux émissions dans l'agglomération, et les « imports » de particules externes à l'agglomération (phénomènes de pollution à grande échelle), d’après le communiqué de presse disponible sur un site du CNRS
Enfin, en cas extrême, le gouvernement français peut prendre des arrêtés stipulant la circulation alternée. Ce dispositif prévu par la loi sur l'air de 1996 - à l'époque en cas de pics de pollution à l'ozone – a été appliqué le 1er octobre 1997 et le 17 mars 2014, entraînant à chaque fois de fortes controverses.
Le 17 mars 2014, la circulation avait fortement diminué et Airparif avait estimé que la mesure avait permis de réduire de 6 % la concentration en particules à proximité du trafic. Toutefois, les professionnels de santé soulignent que c'est la pollution chronique qui a le plus d'impact sur la santé publique.

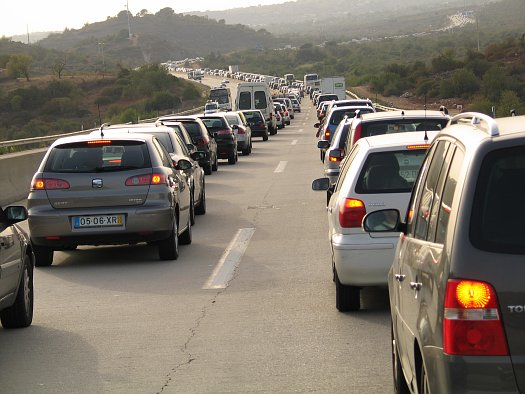
Files d'automobiles sur une autoroute
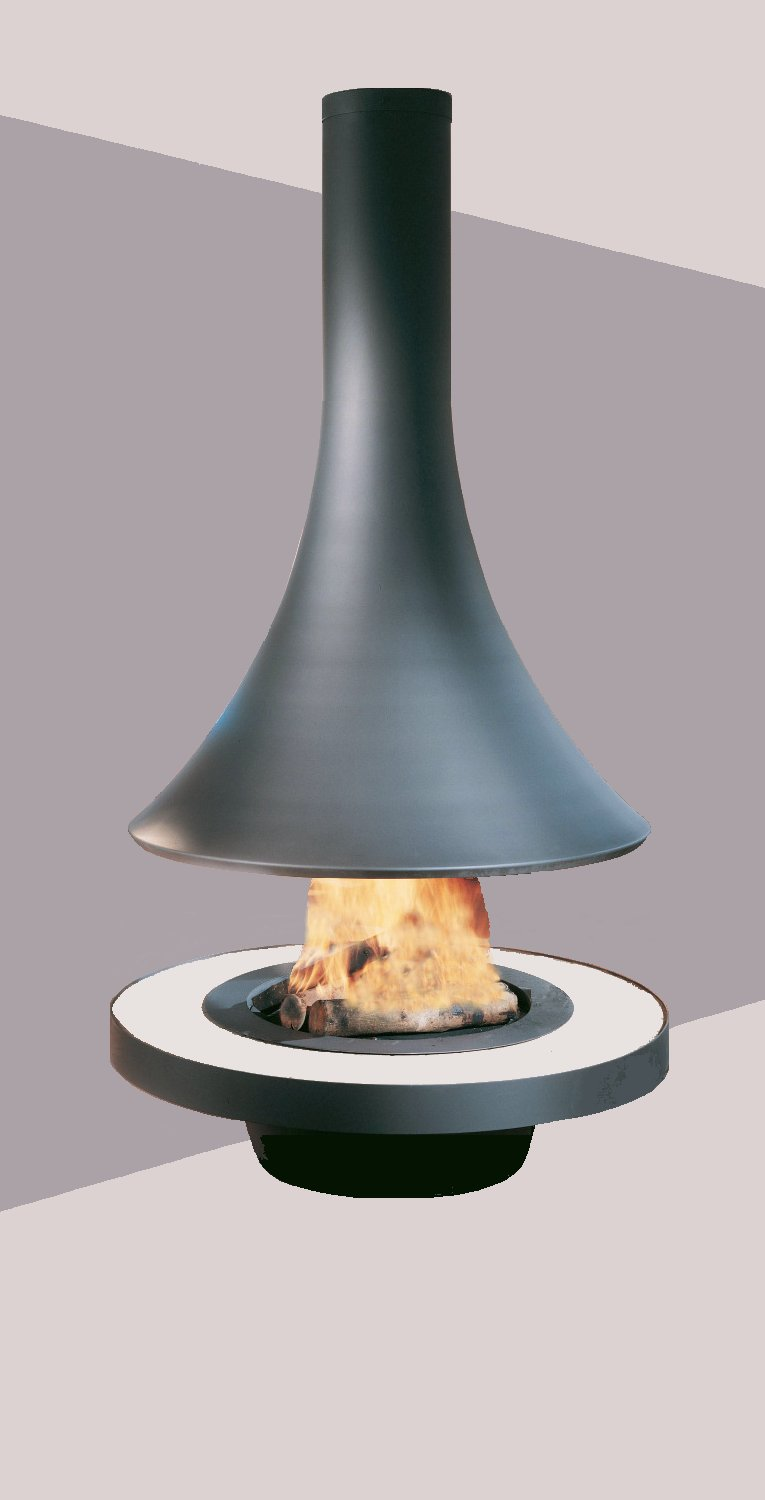
Cheminée à foyer ouvert
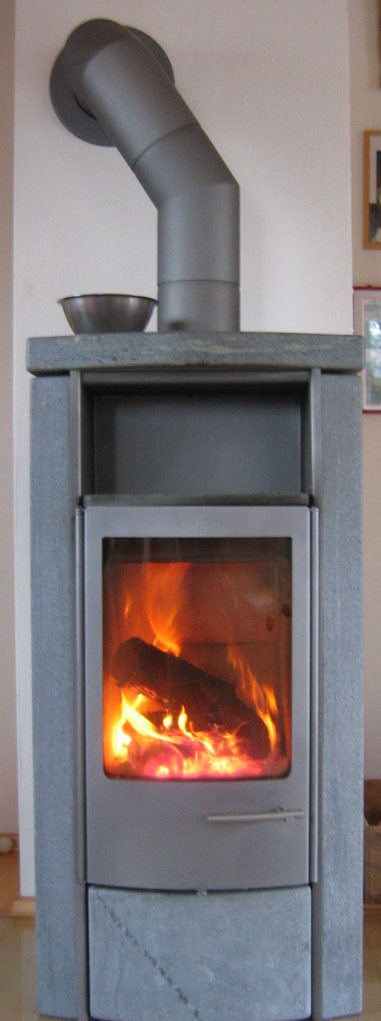
Poêle à bois
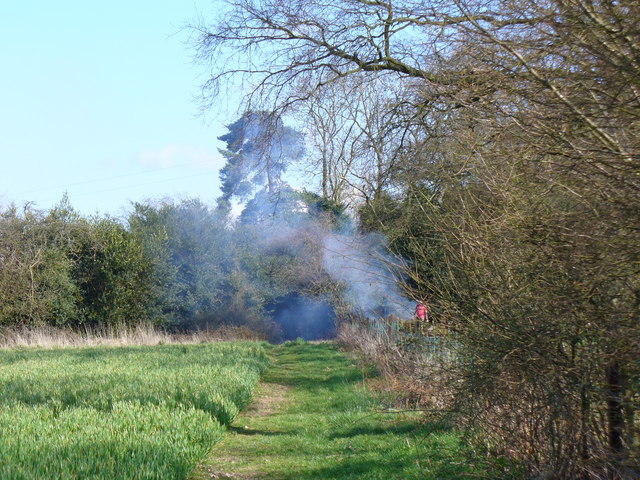
Feu de jardin
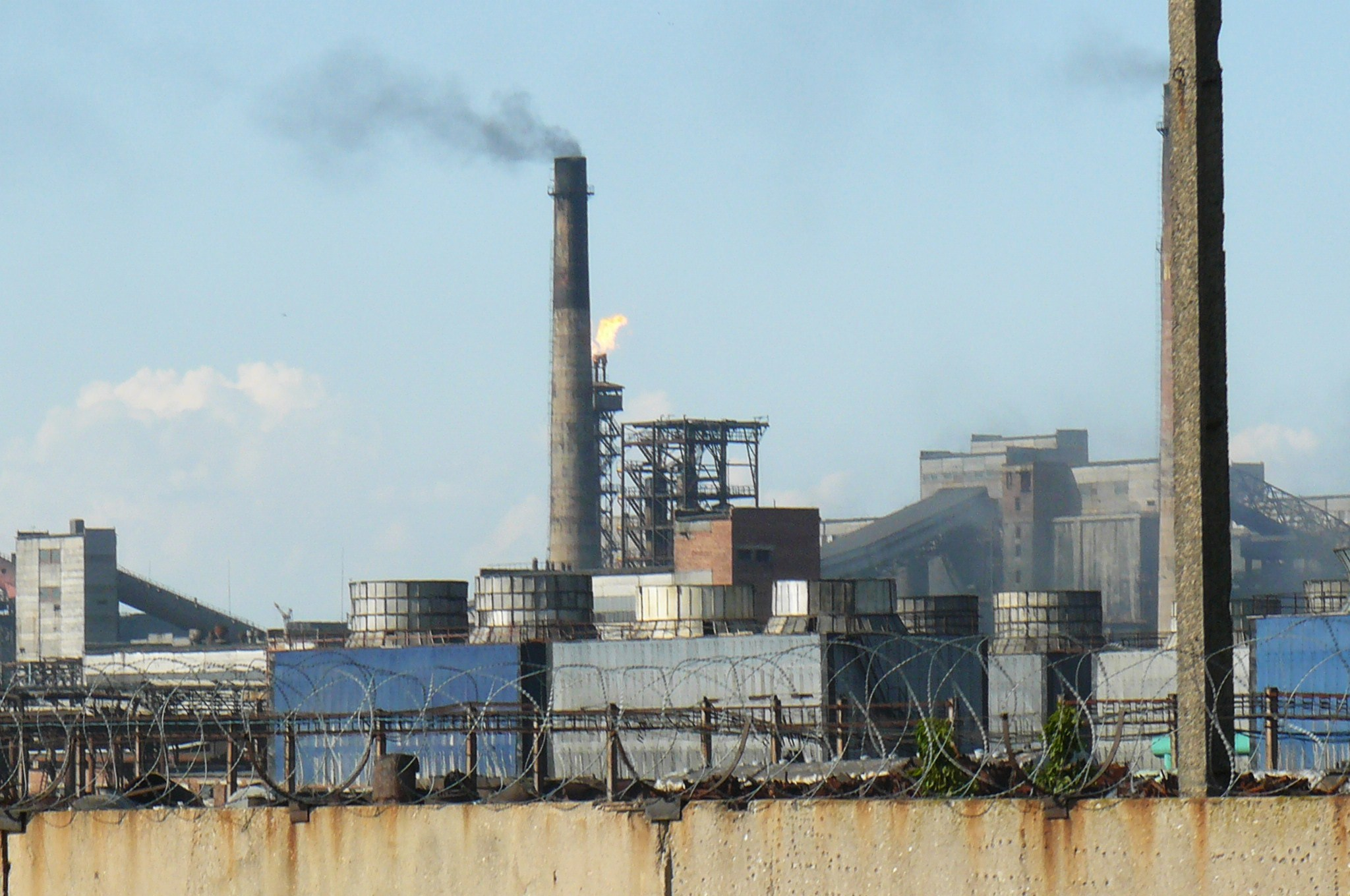
Cheminée d'usine
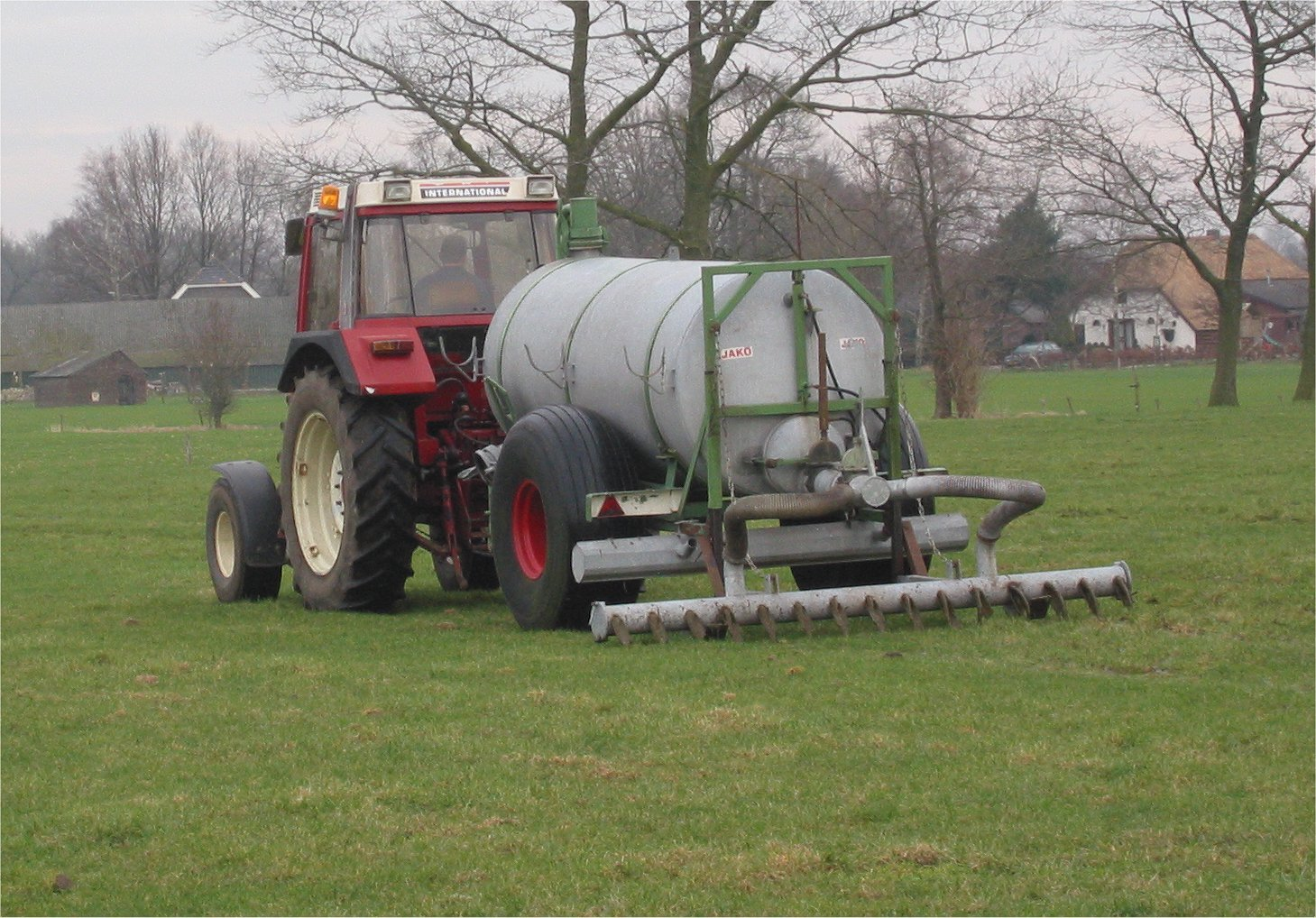
Épandage

## En France entière

### En Droit
La France a été condamnée par le Conseil d’État pour non-respect des normes définies par la directive européenne de 2008. Celle-ci défini un seuil d’exposition à 40 µg/m3 en moyenne annuelle. Dans dix zones dont les agglomérations parisienne, lyonnaise, marseillaise ou la Martinique, ce seuil n'est pas respecté. Dans dix-neuf zones y compris l’Ile-de-France et la région Rhône-Alpes les émissions de dioxyde d’azote sont en excès.

### Particules de combustion
Il existe deux sources principales de particules de combustion, les émissions issues du chauffage (combustion du bois, et dans une moindre mesure du charbon et du fioul) et les émissions issues des moteurs Diesel (camions, voitures, engins de travaux publics…).
La combustion de biomasse et les moteurs Diesel sont des émetteurs importants de particules très fines PM1,0 et fines PM2,5. La combustion de biomasse, et le transport routier notamment, génèrent des HAP et du benzène, ; ces hydrocarbures aromatiques, véhiculés par les particules solides jusqu'au plus profond du système respiratoire, présentent des risques sanitaires importants.

### La combustion du bois, émettrice dominante de fines particules à l'échelle nationale
Le principal émetteur de fines particules est le sous-secteur résidentiel, comme le montrent les tableaux de la section « Prévalence ». Le combustible bois, malgré le rôle secondaire qu'il joue sur le marché de l'énergie, est l'émetteur dominant de fines particules. Selon l'Office fédéral suisse de l'environnement, la disproportion « s'explique par la difficulté à transformer des combustibles solides en chaleur sans produire de poussières ».
Le chauffage au bois, principal émetteur de particules fines PM2,5 et de benzène, émetteur majoritaire de particules très fines PM1,0 et de HAP, fait l'objet d'une attention toute particulière de la part du « Plan Particules (pages 9 à 11, ou vignettes 10 à 12) ». Différentes études montrent que les suies et les hydrocarbures émis par les chauffages au bois sont au moins aussi toxiques que ceux provenant de la combustion des carburants ou combustibles fossiles,. Dans l'ensemble, les polluants émis par la combustion du bois, surtout dans le chauffage individuel, présentent des risques sanitaires avérés, plus importants qu'avec les autres combustibles. Le développement de ce mode de chauffage, dans le cadre de la promotion des énergies renouvelables, fait craindre une aggravation de la pollution par les particules.

#### Émissions de particules PM10, de fines particules et deHAP[60]
Les fines particules suivies par le CITEPA sont les PM2,5 ou particules fines et les PM1,0 ou particules très fines.
Les PM10, souvent improprement appelées particules fines, incluent des particules grossières (de diamètre aérodynamique compris entre 2,5 et 10 micromètres),
Les émissions de PM10 ne figurent pas dans l'« Analyse selon les différentes énergies » (p. 219 et suivantes)
|                               | Participation à la consommation d'énergie finale | PM10 | PM2,5 | PM1,0 | HAP  |
| ----------------------------- | ------------------------------------------------ | ---- | ----- | ----- | ---- |
| Bois énergie                  | 5,9 %                                            | (*)  | 45,2  | 60,8  | 73,1 |
| Gazole et GNR                 | non disponible                                   |      | 16,0  | 20,5  | 17,4 |
| Fioul domestique              | non disponible                                   | (*)  | 1,65  | 2,28  | 0,56 |
| Charbon                       | 3,4 %                                            | (*)  | 2,26  | 2,20  | 0,00 |
| Gaz naturel et GNV            | 21 %                                             |      | 0,72  | 0,99  | 0,02 |
| Transport routier             | 26 %                                             | 14,1 | 17,1  | 16,8  | 17,0 |
| Autres transports             | 5,9 %                                            | 2,37 | 2,43  | 2,37  | 0,55 |
| Industrie manufacturière (**) |                                                  | 28,9 | 21,5  | 11,5  | 4,40 |
| Transformation d'énergie (**) |                                                  | 1,93 | 1,88  | 1,53  | 1,10 |
| Agriculture/Sylviculture      | 2,9 %                                            | 19,6 | 8,84  | 5,80  | 3,30 |

(*) Le secteur le plus émetteur de PM10 est le résidentiel/tertiaire (33 % des émissions) du fait de la combustion du bois et, dans une moindre mesure, du charbon et du fioul (page 85 du rapport SECTEN).
(**) Le secteur de la « transformation d'énergie » défini par SECTEN inclut l'extraction des matières combustibles et l'extraction d'autres énergies (géothermie par exemple), ainsi que leur distribution (page 14 du rapport). La baisse des émissions sur la période 1990-2012 est engendrée par l'amélioration des techniques de dépoussiérage dans de nombreux secteurs de l'« industrie manufacturière » (sidérurgie, verrerie, etc.) ; en outre l’arrêt de l’exploitation des mines à ciel ouvert en 2002 et des mines souterraines en 2004 contribue aussi à la diminution des émissions (pages 85, 87 et 89 du rapport). En 2012, la contribution de l'industrie à la consommation finale énergétique s'élève à 20,8 % (dont 3,1 % pour la sidérurgie).
Le CITEPA précise en outre que « Le principal secteur émetteur de benzène est le résidentiel/tertiaire avec plus de la moitié des émissions totales en France en 2012 (53,2 %) en particulier du fait de la combustion du bois, suivi du transport routier avec 14,9 % » (page 252 du rapport SECTEN). Il précise également que « Les HAP se forment dans des proportions relativement importantes lors de la combustion et tout particulièrement celle de la biomasse qui s’effectue souvent dans des conditions moins bien maîtrisées (par exemple en foyer ouvert) dans le secteur résidentiel » (page 75 du rapport).
Comme signalé dans la section « Particules de combustion », ces hydrocarbures aromatiques sont véhiculés par les particules solides jusqu'au plus profond du système respiratoire,
Des disparités existent entre les régions, les zones urbaines et les zones rurales.

#### Améliorer l’information
De 2000 à 2013, le nombre de ménages utilisant un chauffage au bois en France a fortement augmenté et est passé de 5,9 millions à 7,4 millions de ménages. Seuls 6 % des foyers interrogés pensent que le chauffage au bois peut être une source de pollution de l’air et 40 % ont le sentiment que ce mode de chauffage a un impact positif (sources : ADEME et Airparif). Afin de pallier ce défaut d'information, la communication sur les risques liés à une mauvaise combustion de la biomasse figure parmi les objectifs inclus dans le « plan particules » (France, juillet 2010) :

« Les particules émises par le secteur domestique proviennent très majoritairement des équipements de combustion du bois. En France, la combustion du bois représente près de 40 % des émissions nationales de particules PM2,5 (Source CITEPA, 2008) avec une part majeure du secteur domestique qui représente à lui seul 34 % des émissions de PM2,5 en France. Les autres émissions dues à la combustion du bois se répartissent entre les secteurs de l'industrie, de l'agriculture et du chauffage collectif […] Le chauffage au bois, parce qu’il se rapproche d’une pratique « naturelle et ancienne », porte une image de pratique propre, ce qui se justifie pour le bilan de CO2, mais pas pour les particules, ni les composés organiques volatils (COV) dont les hydrocarbures aromatiques polycycliques (HAP). Une communication plus complète devra donc être développée avec pour cible l’ensemble des citoyens car les émissions du secteur domestique sont majeures […] cette communication sera relayée, avec l’appui de l’ADEME afin de bien faire prendre conscience à la fois de l’intérêt de la biomasse comme énergie renouvelable, mais aussi des nécessaires précautions et restrictions à prendre au regard de la pollution de l'air. La communication ciblera dans un premier temps l'information sur les émissions de particules issues de la combustion du bois et les pratiques les moins polluantes. Les usagers et les professionnels seront sensibilisés aux émissions dues aux foyers ouverts et aux feux de jardin. »

Des brochures de sensibilisation et de conseil ont ainsi été publiées par l'ADEME et le label Flamme verte. Des informations sont également disponibles sur le site de l'Office fédéral suisse de l'environnement. En substance, il ressort de ces différentes sources qu'un appareil de chauffage au bois doit non seulement être performant, mais également être installé et utilisé « dans les règles de l'art » pour minimiser les émissions.

### Mise en œuvre locale du plan particules
Ce projet du ministère de l'écologie concerne les « orientations des schémas régionaux climat air énergie et actions dans les plans de protection de l'atmosphère et les zones d'actions prioritaires pour l'air ». Il prend pour référence le dernier Plan particules de 2010.
Il est présenté comme une « boîte à outils » ayant pour objectif d'aider les décideurs locaux à mettre en place des actions pour la qualité de l'air :
- dans le secteur domestique ;
- dans le secteur industriel et résidentiel tertiaire ;
- dans le secteur des transports ;
- dans le secteur agricole ;
- lors des pics de pollution ;
- pour améliorer la cohérence des outils locaux à travers le « porter à connaissance de l’État » et agir par des mesures d’urbanisme (voir le SCOT).

Le projet sera enrichi « au fil des mois par le recueil des propositions locales ».

### EnÎle-de-France

#### Le transport routier et la combustion du bois
Un rapport de AIRPARIF présente les résultats d'une campagne de mesure réalisée entre septembre 2009 et septembre 2010. La source principale de PM2.5 au niveau du « Boulevard périphérique » est issue du trafic routier (pour 44 %) suivi de l'industrie et de l'agriculture, puis du chauffage résidentiel au bois (4 %) (tableau page 9) ; le contributeur principal pour le trafic routier est à 90 % issu des véhicules Diesel. Notons aussi que l'abrasion des pneus sur la route peut contribuer à la génération de particules fines. Pour les sites plus éloignés des centres urbains, la part de la contribution du trafic routier diminue au détriment de l'industrie, de l'agriculture et du chauffage au bois. Il apparaît que sur l'année, en zone urbaine, le chauffage au bois contribue à 7 % des PM2.5 ; sa contribution monte à 25 % sur l'ensemble de l'agglomération.
En moyenne, les particules fines proviennent à parts égales du trafic routier ET du chauffage bois.
La dernière page du rapport fournit quelques données sur les émissions de particules fines générées par le chauffage résidentiel. Elles sont résumées dans le tableau suivant
|             | Contribution à la consommation énergétique dans ce secteur | PM2,5 |
| ----------- | ---------------------------------------------------------- | ----- |
| Bois        | 5 %                                                        | 84 %  |
| Fioul       | 13 %                                                       | 13 %  |
| Gaz naturel | 80 %                                                       | < 3 % |

Dans la même page, le rapport observe qu'il est nécessaire de prendre très sérieusement en compte la pollution particulaire générée par le chauffage au bois : « Le chauffage au bois étant préconisé dans la lutte contre le changement climatique, une prise en compte de cette source de particules semble primordiale pour que son développement ne vienne pas, à terme, compromettre les efforts de diminution de la pollution atmosphérique entrepris par ailleurs. ».
De par ses effets sanitaires et environnementaux, l’impact du chauffage au bois sur la qualité de l’air des Franciliens  est un des axes de surveillance renforcée pour Airparif.
En 2012, Airparif prévenait que « les réductions d'émissions envisagées pour le secteur résidentiel et le transport routier nécessitent un encadrement que l'application du PPA garantira, avec notamment la limitation du développement de l'utilisation du bois pour le chauffage des particuliers et la mise en place de plan de réduction du trafic routier ».

#### Impact des foyers ouverts sur les émissions de particules
Sur la toxicité des fumées des cheminées à bois et spécialement des foyers ouverts, ainsi que l'évolution de la réglementation en Île-de-France, voir également les sections « Toxicité des fumées de cheminée à usage domestique » et « Paris et sa région » de l'article Cheminée.
Le projet #Mise en œuvre locale du plan particules suggère plusieurs actions visant la limitation de la combustion du bois individuelle dans les zones sensibles définies par les SRCAE et/ou les PPA (page 8), dont :
- L'interdiction d’installer (ou de renouveler) des foyers ouverts pour les installations neuves, voire les reventes immobilières ;
- L'interdiction de la combustion du bois en foyer ouvert dans l'existant, même à des fins d’agrément.

Bien que le contrôle des utilisateurs soit difficile, cette seconde mesure « permet de faire de la pédagogie et de l'éducation à la protection de l'environnement ».
Les feux de cheminée (en foyer ouvert) constituent, en Île-de-France, plus de la moitié des émissions dues au chauffage au bois car ils émettent 8 fois plus de particules qu'un foyer fermé avec un insert performant, pour une même quantité d'énergie consommée. L’interdiction de l’utilisation des foyers ouverts, programmée pour 2015, concerne Paris et la zone sensible hors Paris. À l'étranger, l'utilisation des foyers ouverts est interdite à Londres. Des mesures sont également prises au Québec, en Suisse et en Californie. Le poids des émissions liées à la combustion du bois est également important dans d'autres régions françaises : d'autres projets de Plans de Protection de l'Atmosphère proposent donc des mesures similaires (Vallée de l'Arve dans la région Rhône-Alpes notamment).
Les foyers ouverts représentent 18 % du parc domestique d'appareils de chauffage au bois.
Ils sont la « conséquence d'une politique d'équipement des logements en cheminées quasi systématique dans les années 80 […] Tant qu'elles sont utilisées en appoint, un soir de temps en temps, passe encore, mais lorsqu'elles tournent en permanence, cela alourdit le bilan écologique du chauffage au bois en termes d'émissions de PM et autres pollutions issues de la (mauvaise) combustion du bois ».
L'interdiction des feux de cheminées ouvertes était déjà évoquée par le programme scientifique européen CARBOSOL (2001-2005). « Les familles de particules émises présentent, bien que n’étant pas identiques, des propriétés très voisines avec celles issues de la combustion des produits pétroliers, en particulier concernant les grandes familles chimiques présentes » précise un chercheur français du LGGE, contributeur au programme. Ce chercheur souligne que « même dans les grandes villes, le bois est la source de pollution no 1 ». Explication : « plus les molécules sont grosses, plus elles polluent ; dans ces conditions, le bois (sous forme de bûches) est donc le plus mauvais combustible car le feu entraîne une combustion incomplète, pyrolytique au niveau du cœur spécialement, qui libère de grosses molécules ». Le scientifique du LGGE exprime le caractère disproportionné de la pollution générée par le feu à l'âtre de la manière suivante : à titre de comparaison, « la combustion de 1 kg de bois de cheminée pollue autant que la combustion d'une tonne de gazole pour automobiles ».
Un bois vert ou insuffisamment sec libère encore plus de polluants : « La combustion de bois humide augmente quant à elle de deux à quatre fois les émissions polluantes par rapport au bois sec ».

#### L'interdiction visant les foyers ouverts stimule l'innovation
L'interdiction de l'utilisation des foyers ouverts, qui a été programmée dans les régions Île-de-France et Rhône-Alpes notamment, a stimulé la recherche d'une solution à ce problème. Celle-ci consiste en la réalisation d'une cheminée à foyer ouvert améliorée. Cette cheminée, basée sur le concept de l’« insert ouvert » à double combustion, offre un meilleur rendement qu'une cheminée classique (45 % au lieu de 10 %) et de faibles émissions polluantes : baisse de 80 % les émissions de gaz et de particules fines.
Pour respecter les limites d'émissions annoncées, un appareil de combustion du bois doit être installé et utilisé « dans les règles de l'art »,.